# Luis Terrón
La ganadería de Luis Terrón (denominada oficialmente Luis Terrón Díaz) es una ganadería de reses bravas española. Los toros de este hierro pastan actualmente en la finca “Los Fresnos”, situada en el término municipal de Valverde de Leganés, en la Provincia de Badajoz. El encaste de la ganadería es de Murube-Urquijo, que hace que estos toros tengan unas características ideales para los festejos de rejones. Desde 1990, año de su creación, la ganadería está inscrita en la Asociación Nacional de Ganaderías de Lidia.

## Historia de la ganadería
Luis Terrón Díaz compra en 1990 la ganadería de Vicente Ruiz El Soro, que había sido formada con vacas y sementales de la ganadería de Carmen Lorenzo, uno de los hierros de Pedro Gutiérrez Moya “Niño de la Capea”, origen Murube-Urquijo. Posteriormente, Terrón aumenta su ganadería con otro lote de sementales de Carmen Lorenzo. Se presenta en Las Ventas el 29 de mayo de 2004, en un festejo de rejones lidiado por Fermín Bohórquez, Luis Domecq y Andy Cartagena. Desde entonces, los toros de Luis Terrón han sido y son habituales en las plazas y ferias de mayor categoría de España, como fue Barcelona y ahora son Madrid, Sevilla, Málaga y Gijón, entre otras. Desde el fallecimiento del ganadero en enero de 2014, es su sobrino Francisco Cancho Terrón quien está al frente de la ganadería.

### Toros célebres
- Farruquito: es un toro que quedó huérfano de madre cuando era un becerro y fue criado a biberón por el ganadero. Es de los pocos toros de lidia mansos que pueden encontrarse en España.[13][14][15]

## Características
La ganadería está formada por toros de procedencia Murube-Urquijo. Atienden en sus características zootécnicas las que recoge como propias el Ministerio del Interior:
- Toros con gran volumen corporal, con cabeza grande, carifoscos, destacando perfil cefálico subconvexo o recto, con hocico chato y ancho. Son anchos y profundos de tórax, bien enmorrillados, la papada alcanza bastante desarrollo, son badanudos y de mucho hueso, con borlón de la cola abundante.
- Predominan las encornaduras brochas o en corona, de desarrollo medio, de coloración blanquecina o negruzca.
- Los ejemplares son generalmente de pinta negra y excepcionalmente pueden darse algunos castaños y tostados. Los accidentales son bastante limitados, fundamentalmente el bragado, meano, listón y, a veces, chorreado.[17]

## Premios y reconocimientos
- 2010: Premio a la “Mejor Ganadería de Rejones” por la regularidad demostrada en la temporada 2010, otorgado por el Colectivo Nacional de Veedores de Toros para las Corridas de Rejones.[18]
- 2018: Premio a la mejor ganadería de Osuna.[19][20][21]